# Валерий Погорелов
Валерий Александрович Погорелов е руски славист-филолог, палеограф и библиограф.

## Биография
Роден е на 21 март 1872 г. в Петербург, Руска империя. Учи в Историко-филологическия факултет на Варшавския университет (1891). През 1895 г. завършва в Историко-филологическия факултет на Московския университет. В периода 1896 – 1902 г. работи като библиотекар на библиотеката на Московската синодална типография. От 1901 до 1903 г. е преподавател в Московския университет. От 1905 до 1915 г. е доцент и извънреден професор във Варшавския университет. През 1918 – 1920 г. е професор в университета в Ростов на Дон. След Октомврийската революция през 1917 г. емигрира в България. В периода 1920 – 1923 е учител в Първа мъжка гимназия в София, командирован е на работа в Народната библиотека. От 1923 до 1944 г. е професор в Братиславския университет, където защитава докторска дисертация през 1927 г. След 1945 г. се установява в Мюнхен. Член е на различни научни славистични дружества в Москва, Варшава и Братислава.
Научните му интереси са в областта на славянската медиевистика и старобългаристика. Проучва и подготвя за издаване старобългарски писмени паметници (Изборник на Светослав, Савина книга). Участва във византоложките конгреси в Белград, Рим, София. Защитава тезата за българския произход на Кирило-Методиевото дело. Изготвя „Опис на старите печатни български книги (1802 – 1877 г.)“ през 1923 г. В него включва 1646 описания на книги, географски карти, нотни издания. Започва с Данииловия четириезичник, издаден през 1760 или 1770 г.
Умира на 2 септември 1955 г. в Мюнхен, Германия.